# الطاغوت (شخصية)
الطاغوت هو شخصية خيالية في مارفل كومكس من ابتكار ستان لي وجاك كيربي،ظهرت الشخصية لأول مرة في 1965.